# Gabrielle d’Estrées
Gabrielle d’Estrées (Château de la Bourdaisière vagy Cœuvres, 1573 – Párizs, 1599. április 10.) francia arisztokrata, IV. Henrik francia király szeretője, bizalmasa és tanácsadója. Ő győzte meg a királyt 1593-ban a katolizálásról.

## Élete
Gabrielle d’Estrées születési helyéül kétféle kastély is számításba jöhet, vagy a Bourdaisière (Touraine tartományban), vagy pedig a Coeuvres (Pikárdia tartományban). Annyi bizonyos, hogy 1573-ban született, katolikus családba, de a hónapot és a napot sajnos nem tudni. Szülei Antoine d’Estrées és Françoise Babou de La Bourdaisière voltak.
IV. Henrik 1591-ben szeretett belé, habár akkoriban már 1572 óta nős volt, felesége pedig az előző francia király, III. Henrik egyik húga volt, Valois Margit hercegnő. A frigy soha nem volt boldog, mivel politikai érdekből, tulajdonképpen kényszer hatására köttetett. A házaspár nem igazán kedvelte egymást, ám a nyilvánosság előtt mindig nagyon illedelmesen viselkedtek a másikkal. Henriknek már akkoriban is voltak ágyasai, s nem is született gyermeke Margittól, akitől 1599-ben vált el hivatalosan, habár a frigy felbontása már 1592-ben szóba került. Margit végig tudott Henrik és Gabrielle viszonyáról, mivel a király az udvaroncok és az udvarhölgyek szeme láttára flörtölt a lánnyal. Nyilván Henrik rendezte el, hogy 1592-ben Gabrielle-t feleségül vegye egy bizonyos Nicolas Damerval de Liancourt, aki kénytelen volt eltűrni, hogy házasságuk röpke három éve alatt hitvese egy fiút (César, Vendôme hercege: 1594. június 3 - 1665. október 22.) szült az uralkodónak. Habár Gabrielle már házas volt a kisfiú születésekor, Henrik mégis biztos volt benne, hogy ő az apa, mivel a lány Damerval-lal csupán egy névházasságban élt. A király 1595. január 4-én a parlament előtt is hivatalosan elismerte a kis Cézár-t saját fiának, Gabrielle pedig maîtresse-en-titre lett, vagyis hivatalos királyi ágyas. Másik két közös gyermeküket is a sajátjainak nyilvánította Henrik, s 1596-ban Gabrielle-nek adományozta a Monceaux márkinője, 1597-ben pedig a Beaufort és a Verneuil hercegnője címet.
Gabrielle még előrehaladott terhesen is elkísérte Henriket annak hadjárataira, s a csatatér közelében volt a szállása, a király sátrában. Az asszony még arról is kötelességtudóan gondoskodott, hogy a királynak mindig legyen tiszta ruhája az ütközet napjára, s hogy rendesen étkezzen a csata végeztével. Gabrielle igen okos és gyakorlatias nő volt, a király pedig a legféltettebb titkait bízta rá, és megfogadta a lány jótanácsait is. Amikor Henriket épp nem kísérte el külföldi hadjárataira, a király nap mint nap írta szerelmének a leveleket.
Gabrielle nyolc évig volt a király kegyencnője, s ez idő alatt négy gyermeket szült:
- César (1594. június 3 - 1665. október 22.), Vendôme hercege, aki 14 éves korában, 1608. július 16-án elvette a csupán 15 esztendős Françoise de Lorraine mercoeur-i hercegnőt. A párnak három gyermeke született, két fiú (Lajos és Ferenc) és egy leány (Erzsébet (1614–1664), Károly Amadé savoya-nemours-i herceg férje, II. Viktor Amadé szárd–piemonti király nagyanyja).
- Catherine Henriette (1596. november 11 - 1663. június 20.), aki 1619. június 20-án, 22 évesen nőül ment a vele egyidős II. Károlyhoz, Elbeuf hercegéhez. A frigyből hat gyermek született, négy fiú (Károly, Henrik, Lajos és Ferenc) és két lány (Katalin és Mária Margit).
- Alexandre (1598-1629), Vendôme lovagja
- egy ismeretlen nevű, halvaszületett fiú (1599. április 9.)

Amikor VIII. Kelemen pápa 1599 márciusában felbontotta Henrik és Margit frigyét, s engedélyt adott neki az újranősüléshez, a király Gabrielle-nek adta saját koronázási gyűrűjét. Ezt a gesztust Gabrielle eljegyzésnek tekintette, s biztos volt benne, hogy Henrik tényleg feleségül is veszi majd őt. Ekkor mondta azt, hogy: „Csupán Isten, vagy a király halála vethetne véget jószerencsémnek.” Csupán pár nappal később, eclampsia következtében, egy nappal utolsó gyermeke születése után, Gabrielle meghalt. (Eclampsia: Terhességi rángógörcs, mely a nem idejében kezelt terhességi magas vérnyomás, a terhességi mérgezés végzetes következménye.) Mindössze 25-26 éves volt ekkor. Amikor Henriket tájékoztatták Gabrielle betegségéről, épp a fontainebleau-i kastélyban tartózkodott, de azonnal hozzá sietett, ám az asszony meghalt Párizsban, mialatt a király úton volt hozzá. Henriknek tehát nem csupán szerelmét, de gyermeküket is el kellett temetnie. A lány és a csecsemő elvesztése után a király mély depresszióba esett, s őszintén, hosszú időn keresztül gyászolta őket. A király a gyász miatt érzett fájdalmában azzal vádolta minisztereit, hogy ők mérgezték meg az asszonyt, nehogy nőül vegye őt az uralkodó. Henrik sokáig viselt fekete gyászruhát, melyre egész addig nem volt példa francia uralkodók esetében. A király királynéhoz méltó temetést rendezett szerelmének. Koporsóját egy főnemesekből álló menet kísérte a párizsi Saint-Germain-l’Auxerrois Templomban megtartott gyászmisére.
Állítólag Henrik annyira szerette Gabrielle-t, hogy feleségül akarta venni, és királynévá koronáztatni, ám tanácsadói nagy nehezen lebeszélték erről a tervéről, ugyanis az asszony nemcsak hogy elvált volt, de ráadásul még közrendű is. Ha Henrik nőül veszi, az épp olyan megbotránkoztató lett volna környezetük számára, mint az, amikor VIII. Henrik angol király elvette Boleyn Annát 1533-ban.
Gabrielle halála után Henriket meggyőzték a miniszterei, hogy nősüljön újra, mivel az országnak törvényes trónörökösre volt szüksége. A király végül 1600 októberében feleségül vette a 25 éves, dúsgazdag Medici Mária toszkán nagyhercegnőt, kinek tekintélyes hozományából ki tudta fizetni tetemes, régóta halogatott adósságait. Mária nem volt olyan intelligens és szép, mint Gabrielle, de rangos, nemesi családból származott, és mivel anyja révén Habsburg volt, ő is igen termékenynek bizonyult. Házasságuk 9 és fél éve során összesen hat gyermeket szült, három fiút (a későbbi XIII. Lajos francia király, Miklós Henrik és Gászton) és három leányt (Erzsébet, Krisztina és Henrietta Mária).
Erzsébet (Izabella néven) 1615-ben IV. Fülöp spanyol király első felesége lett, Henrietta Mária pedig 1625-ben I. Károly angol királyhoz ment hozzá. IV. Henrik 1610. május 14-én, 56 éves korában egy politikai-vallási merénylet áldozata lett. Gabrielle nem csupán érzelmi, de politikai szempontból is inspirálóan hatott Henrikre, mivel a lány jól felismerte, ha meggyőzi a királyt, hogy áttérjen a katolikus vallásra, azzal elkerülhető lesz majd egy vallásháború kirobbantása az országban. (Végül 1593. július 25-én a király egyházi méltóságok jelenlétében kijelentette, hogy „Párizs megér egy misét.” Ez azt jelentette, hogy cserébe az ország koronájáért hajlandó felvenni a katolikus hitet.) Gabrielle okos tanácsának eredményeképp 1594. február 27-én a 40 esztendős Henriket végre hivatalosan is francia királlyá koronázták. A francia nemesség jó része azonban úgy gondolta, Gabrielle rossz hatással van az uralkodóra, s a nő okolható az országot sújtó szerencsétlenségekért is. Számos róla szóló pamflet gúnyosan csak úgy nevezte őt, hogy a ,, Züllött Hercegnő ". Valójában az asszony sok jót tett Franciaországért, hiszen rábírta befolyásos, katolikus ismerőseit arra, hogy támogassák uralkodásában IV. Henriket.
1596 márciusában Henrik egy-egy aranygombot adott saját húgának, Katalinnak, és Gabrielle-nek is, mely azt jelentette, hogy a király ülőhelyet biztosított számukra is a királyi tanács megbeszélésein. Gabrielle akkora megtiszteltetésnek vette ezt az ajándékot, hogy onnantól kezdve egy láncon hordta, a nyakában. Henrik 1598-ban kockára tette az ország katolikusai felé irányuló szimpátiáját, amikor április 13-án kiadta az ún. nantes-i ediktumot. A pátens (törvényerejű rendelet) újfajta jogokkal ruházta fel Franciaország hugenotta (református vallású) lakosságát, némileg háttérbe szorítva ezzel a királyság, jórészt katolikus népességét.
Később XV. Lajos francia király egyik szeretője (Madame de Pompadour), Gabrielle-hez hasonlóan ugyancsak tevékenyen részt vállalhatott közvetítőként a diplomácia területén. (XIV. Lajos pedig első felesége, Mária Terézia spanyol infánsnő 1683. július 30-án bekövetkezett halála után titokban nőül vette egyik ágyasát, egy 47 éves özvegyasszonyt, Françoise d’Aubignét, Maintenon márkinőjét, 1683 októbere körül.)

## Kapcsolódó szócikk
- Gabrielle d’Estrées és egyik lánytestvérének portréja